# Водни растения
Водните растения са растения, които са се адаптирали да живеят във водна среда. Тези растения трябва да имат специфична адаптация за да могат да живеят изцяло потопени във вода или на водната повърхност. Водните растения могат да растат само във вода или в почва, която е в постоянен досег с вода. Водните васкуларни растения могат да бъдат папратовидни или покритосеменни (от различни фамилии, включително сред едносемеделните и двусемеделните).